# Syndrome de Charles Bonnet
Pour les articles homonymes, voir CBS.

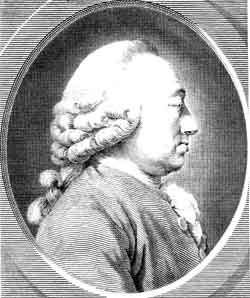
Charles Bonnet.

Le syndrome de Charles Bonnet  (CBS) consiste en des hallucinations visuelles complexes survenant chez des sujets âgés ne présentant pas de troubles mentaux.
C'est le naturaliste genevois Charles Bonnet qui en donna la première description en 1760 dans son ouvrage Essai analytique sur les facultés de l’âme, la personne affectée étant son grand-père. Il en fut lui-même atteint, et le syndrome est nommé ainsi pour la première fois en 1967 par Georges de Morsier.
Il s'agit d'hallucinations visuelles complexes survenant chez des sujets âgés ne présentant pas de troubles mentaux. Charles Bonnet relate le cas de son grand-père de 87 ans atteint d'une cataracte des deux yeux responsable d'une cécité presque complète mais qui disait percevoir des personnages, des oiseaux, des voitures attelées, des bâtiments, des tapisseries et des motifs en échafaudages.
Dans la plupart des cas, les patients sont des personnes souffrant d'un déficit visuel lié au vieillissement, de lésions oculaires ou d'une atteinte des nerfs optiques. En particulier, l'association d'une perte de la vision centrale observée dans la dégénérescence maculaire liée à l'âge et d'une perte de vision périphérique consécutive à un glaucome est un facteur prédisposant au syndrome de Charles Bonnet, qui ne survient toutefois que rarement. Les troubles sont strictement visuels, n'affectant pas les autres sens. En 2018, une femme âgée d'origine tanzanienne et aveugle est diagnostiquée comme atteinte par le syndrôme. Mais dans ce cas précis, le sujet ne parvenait pas à critiquer ses hallucinations, dont les caractéristiques étaient bien celles du CBS, ce qui donna lieu à des phénomènes de paranoïa aigue.
L'imagerie fonctionnelle des sujets atteints a établi une activation anormale de certaines aires visuelles extra‐striées variable selon le type d'hallucinations. Certaines images ont révélé que le CBS active certaines zones cérébrales neuronalement isolées. Cependant, l’hyperexcitabilité est un phénomène largement observé dans le cerveau et les autres parties du corps à la suite d'une désafférentation ou une dénervation de la zone concernée. Aucun traitement n'est défini. L'efficacité des antipsychotiques n'a pas été démontrée. Il suffit parfois à certains patients de cligner des yeux pour faire partir les hallucinations.
Une affection comparable, le syndrome de l'oreille musicale, est décrite chez des patients ayant subi d'importantes pertes auditives. Ces patients présentent des hallucinations auditives complexes en contexte de pertes auditives. Le lien entre déplétion de la stimulation sensorielle et hallucinations est tel, que certains auteurs envisagent d'étendre les critères diagnostiques du CBS pour inclure de telles manifestations. Il est estimé que près de 14% des personnes consultant pour une perte de la vision pourrait être atteinte du symptôme, mais il est aussi admis que de nombreuses personnes touchées ne communiquent pas sur ces phénomènes hallucinogènes pour ne pas passer pour fou, surtout à un âge où la démence est souvent observée. Les expériences hallucinogènes des personnes atteintes du syndrome de Charles Bonnet ont été comparées à celles provoquées par certaines drogues hallucinogènes (hallucinations vives, quasi-réelles, critiquées, et non provoquées par une lésion).